# Cimbre
Cet article concerne la langue cimbre. Pour le peuple cimbre, voir Cimbres (ethnie). Pour le peuple cimbre de l'antiquité, voir Cimbres.

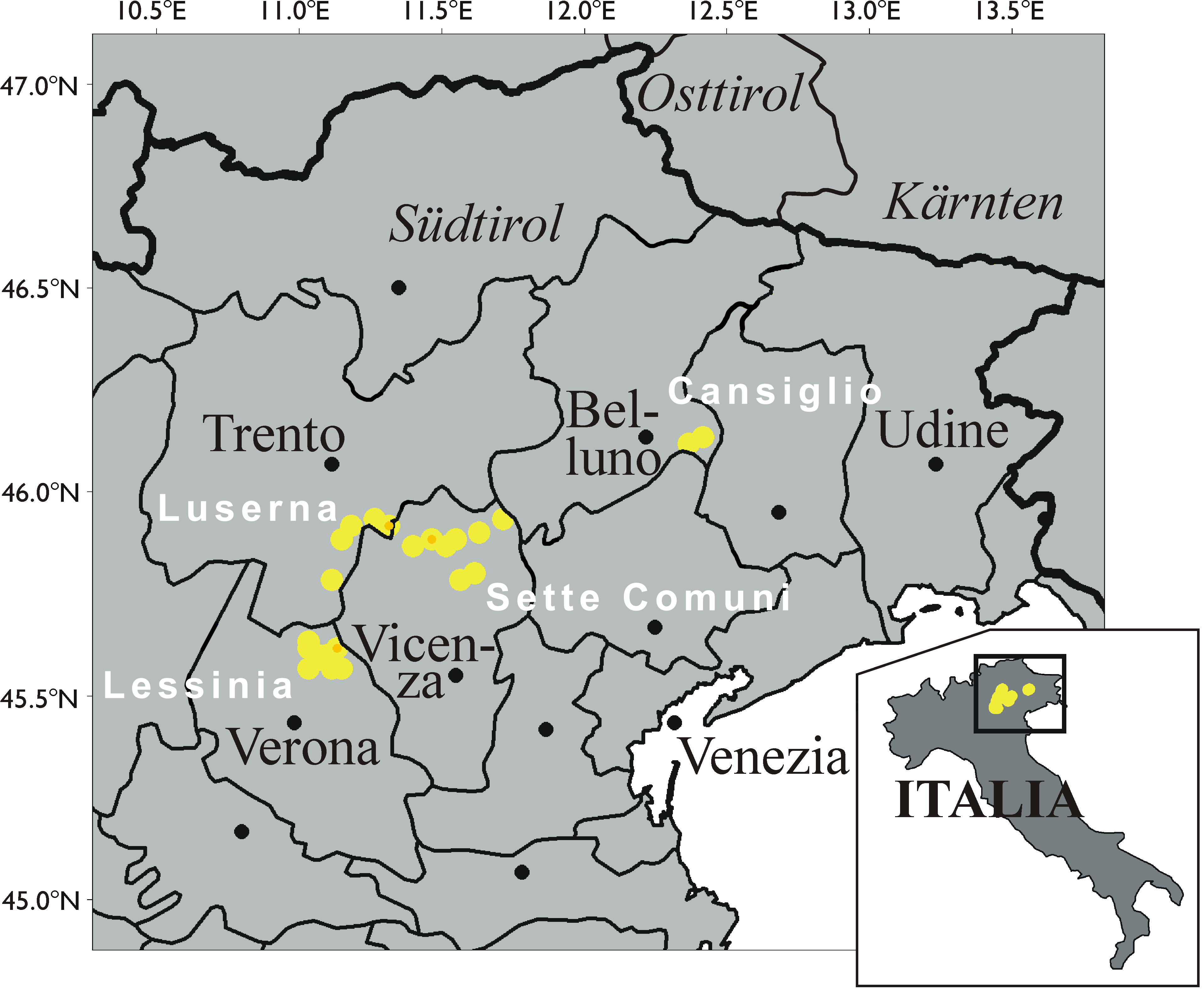
Zone où le cimbre était parlé historiquement (en jaune) et où il est parlé actuellement (en orange).

Le cimbre (autonyme : zimbar) est un dialecte allemand parlé par les Cimbres, une ethnie habitant le Nord de l'Italie dans les montagnes du Frioul-Vénétie-Julienne, du Trentin-Haut-Adige et de la Vénétie.

## Classification
Le cimbre est issu du dialecte moyen haut-allemand bavarois, un dialecte de l'allemand, mais est isolé depuis plusieurs siècles de l’autre dialecte bavarois parlé dans le Nord de l'Italie, le mochène, ou de l’allemand tyrolien et carinthien parlé à Sappada, Sauris et Timau.

## Répartition
Le cimbre a connu une importante baisse du nombre de locuteurs. Ils sont passés de 20 000 au XVIe siècle à environ 2 200 au début du XXIe siècle, mais il y a une certaine renaissance de la langue depuis quelques années.